# Levallois SC
Levallois Sports Club Football là một đội bóng đá Pháp thành lập năm 1894. Họ có trụ sở tại Levallois-Perret, Pháp. Cựu tiền đạo của Chelsea, Didier Drogba đã chơi trong đội bóng đá trẻ của Levallois và họ đã đặt tên cho sân vận động mới của họ sau Didier Drogba.
Từ 2002-2006, câu lạc bộ đã chơi ở cấp độ thứ năm của bóng đá Pháp, Championnat de France Amateurs 2 và được thăng hạng sau khi về vị trí thứ ba trong bảng của họ.
Levallois lọt vào vòng 1/16 của 2000-01 Coupe de France, thua 0-1 trước ES Wasquehal.